# Rusaki Górne
Rusaki Górne (lit. Aukštieji Rusokai) − wieś na Litwie, w rejonie wileńskim, 5 km na północny zachód od Awiżenii, zamieszkana przez 10 ludzi. Przed II wojną światową w Polsce, w powiecie wileńsko-trockim województwa wileńskiego.